# Deifonte
Deifonte (in greco antico: Δηιφόντης?, Diifóntis) è un personaggio della mitologia greca. Fu un Eraclide ed un re di Argo.

## Genealogia
Figlio di Antimaco, sposò Irneto e divenne padre di Antimene, Santippo, Argeo ed Orsobia.

## Mitologia
Fu consigliere di Temeno e comandante del suo esercito nonché lo sposo di sua figlia Irneto ed al momento della successione per il trono di Argo, si avvalse dell'appoggio dell'esercito ed ottenne il regno, dopodiché si stabilì ad Epidauro assieme alla moglie incinta.
Ma Falche e Ciso (i figli di Temeno) tramarono contro di lui e cercarono di convincere sua moglie Irneto a lasciarlo ma poiché lei non credette alle loro calunnie e si rifiutò di seguirli, i due la rapirono caricandola sul loro carro e fuggirono. 
Deifonte li inseguì con il suo carro ed uccise Ciso con una freccia, ma valutò che fosse troppo rischioso colpire anche Falche durante la corsa, poiché cingeva Irneto per trattenerla e così preferì cercare di raggiungerli piuttosto che rischiare di colpirla. Falche però, ben deciso a trattenerla, la strinse così forte che la uccise.
Deifonte ed i suoi figli le costruirono un Heroon ad Epidauro, dando al luogo dove Irneto morì il nome di Hyrmethium.